# 판타지 팬덤

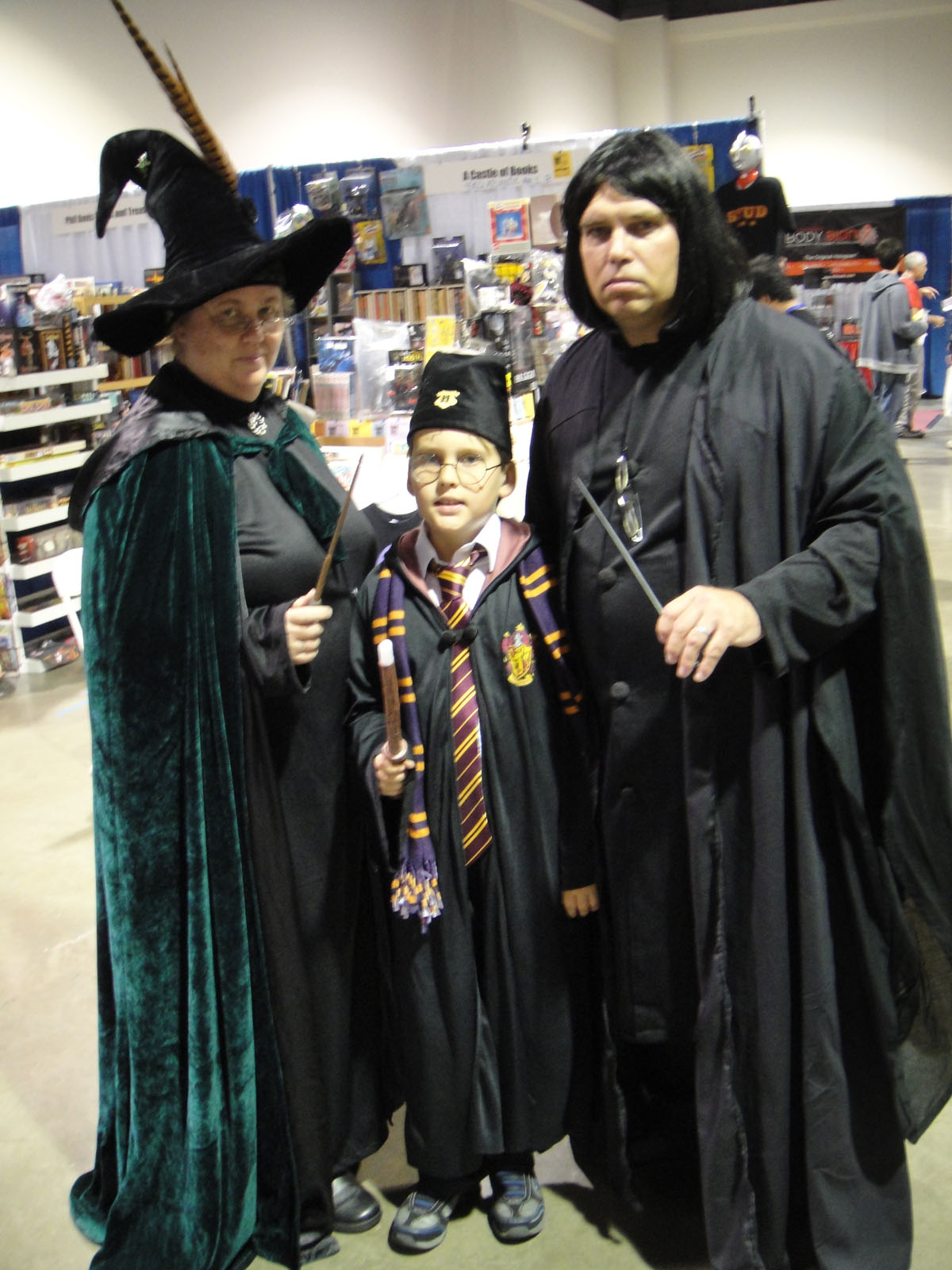
해리 포터 프랜차이즈 캐릭터로 코스프레한 팬들.

판타지 팬덤은 판타지 장르 팬들의 팬덤이자 공통점이다. 판타지 장르에 속하는 인기 있는 미디어 프랜차이즈를 중심으로 이러한 판타지 프랜차이즈의 공동 팬 작품과 해당 장르의 프랜차이즈를 기념하는 행사뿐만 아니라 해당 장르에 속하는 캐릭터들도 포함할 수 있다.
판타지 이야기와 프랜차이즈에 헌신하는 팬 클럽의 예시로는 디즈니애나 팬 클럽과 J. R. R. 톨킨의 작품에 대한 감사를 표하는 톨킨 소사이어티가 있다. 팬덤 커뮤니티는 인터넷에서도 존재한다.

## 같이 보기
- Fantasy Fan, 판타지 및 괴기물 장르의 첫 미국 잡지.
- 월드 판타지 컨벤션
- SF 팬덤
- 퍼리 팬덤